# New-Croton-Talsperre
Die New-Croton-Talsperre (englisch: New Croton Dam) ist ein Teil des Wasserversorgungssystems der Stadt New York und steht am Croton River, einem Zufluss des Hudson River, bei Croton-on-Hudson, etwa 35 km nördlich der Stadt New York.
Die Staumauer aus Mauerwerk wurde zwischen 1892 und 1906 gebaut.

## Bauwerk
Sie wurde von Alphonse Fteley (1837–1903) entworfen und ist 90,5 m hoch, 667 m lang und unten an der Basis 81 m breit. Die Gründungssohle liegt 40 m unter dem Flussbett und das Bauwerk besteht aus 650.000 m³ Mauerwerk.
Die Hochwasserentlastung ist 300 m lang und ihre Gesamtbreite zusammen mit der Staumauer beträgt 667 m.
Zur Zeit der Fertigstellung war die Talsperre die höchste der Erde.
Der Stausee fasst 71,9 Millionen m³ Wasser. Das ist nur ein kleiner Teil der Gesamtkapazität des New Yorker Wasserspeichersystems von 2,2 Milliarden m³.
Ein Teil des Wassers kommt aus Überleitungen aus anderen Reservoiren des Croton Watershed. Von der Talsperre fließt das Wasser über den New Croton Aqueduct bis nach Brooklyn und Staten Island.
Die Talsperre hat eine ungewöhnliche Hochwasserentlastung, zum Teil künstlich und zum Teil natürlich, die einen Wasserfall auf der Nordseite des Bauwerks bildet. Am Mauerfuß liegt der Croton Gorge Park.

## Baugeschichte
Ursprünglich gab es eine kleinere Talsperre, den Old Croton Dam mit dem Croton Lake. Sie wurde von 1837 bis 1842 gebaut und war 15 m hoch. Bis 1881 wurde sie mehrfach repariert. Daraus wurde New York mit 341.000 m³ Wasser pro Tag über einen Aquädukt versorgt.
Um den steigenden Wasserbedarf zu decken, beauftragte die Aqueduct Commission von New York 1885 den Bau eines neuen Wasserversorgungssystems.
Die geplante Talsperre sollte mit ihrem Stausee eine Fläche von 51,8 km² einnehmen. Auf dem Gelände gab es neben vielen Gebäuden sechs Friedhöfe und mehr als 400 Bauernhöfe.
Daher gab es viele Proteste und Gerichtsurteile, bis es zu Schadenersatz und Bauverträgen kam.
Bei den Arbeiten kamen Maurer und Arbeiter zum Einsatz, die auch an der alten Talsperre beteiligt waren. Der Bauleiter John B. Goldsborough warb auch Maurer aus Süditalien an.
1892 begannen die Bauarbeiten 6,4 km unterhalb der alten Sperrstelle, die später vom neuen Stausee überflutet wurde. Aus dem neuen New-Croton-Staubecken konnten nun 760.000 bis 1,14 Millionen m³ Wasser pro Tag über einen neuen Aquädukt, den Croton-Aquädukt, in das Jerome-Park-Reservoir in der nördlichen Bronx geleitet werden.
Während der Bauzeit wurde der Fluss umgeleitet. Dafür wurde ein 300 m langer und 60 m breiter Umleitungskanal nördlich des Flusses gebaut. Ein Stummfilm von 1900 schildert die oft schwierigen Bedingungen.
Die Brücke über die Hochwasserentlastung wurde 1975 und noch einmal 2005 ersetzt. 2005 wurde sie wegen der Terroristenangriffe am 11. September 2001 auch für den Fahrzeugverkehr gesperrt. Die Staumauer ist seitdem nur für Fußgänger und Rettungsfahrzeuge geöffnet.